# Aldes
Aldes Aéraulique est une entreprise créée en 1925, elle s’est implantée à Lyon et plus précisément à Vénissieux, où se trouve son siège social.
C’est une entreprise industrielle française  spécialisée en ventilation mais aussi dans plusieurs autres secteurs : le chauffage et rafraîchissement, le désenfumage, les composants aérauliques et l'aspiration centralisée. Elle conçoit, fabrique et commercialise des solutions intégrées qui contribuent au bien être dans les bâtiments,.
Aldes est un groupe international à capital familial qui emploie près de 1 400 personnes dans plus de 13 pays en Europe et dans le monde : aux  États-Unis, en Chine, au Canada mais aussi en Allemagne,  en Italie, en Belgique,.
En 1996, l'entreprise devient leader européen de l'aspiration centralisée.